# Перилеј
Перилеј је личност из грчке митологије.

## Митологија
Према Аполодору, био је Орестов тужилац на суђењу поводом Клитемнестриног убиства. Он је иначе био Клитемнестрин рођак, јер су његови родитељи били Икарије и Перибеја или Поликаста. Паусанија га је називао Перилај.